# سلدوویا ویلج، آلاسکا
سلدوویا ویلج (به انگلیسی: Seldovia Village) شهری در بخش شبه‌جزیره کنای، آلاسکا ایالت آلاسکا است که جمعیت آن در سرشماری سال ۲۰۰۰ میلادی ۱۴۴ نفر بوده‌است.